# ¿Dónde están los ladrones?
Albums de Shakira
Pies descalzos
(1995) MTV Unplugged
(2002)
Singles
1. Ciega, sordomuda
Sortie : 13 juillet 1998
2. Tú
Sortie : 2 novembre 1998
3. Inevitable
Sortie : 15 décembre 1998
4. No Creo
Sortie : 17 février 1999
5. Ojos Asi
Sortie : 23 juillet 1999
6. Moscas en la Casa
Sortie : 28 août 1999

¿Dónde están los ladrones? est le quatrième album de la chanteuse colombienne Shakira.

## Titre de l'album
(novembre 2013).
Si vous disposez d'ouvrages ou d'articles de référence ou si vous connaissez des sites web de qualité traitant du thème abordé ici, merci de compléter l'article en donnant les références utiles à sa vérifiabilité et en les liant à la section « Notes et références ».
Le titre de l'album est issu d'une mésaventure arrivée Shakira, à l'aéroport de Bogota. Au cours d'un voyage elle s'y fit dérober des bagages, dont une mallette contenant les textes en cours d'écriture pour l'album. Shakira dû tout réécrire. Le titre ¿Dónde están los ladrones?, signifie « Où sont les voleurs ? ».

## Titres
| No  | Titre                      | Durée |
| --- | -------------------------- | ----- |
| 1.  | Ciega, sordomuda           | 4:28  |
| 2.  | Si te vas                  | 3:32  |
| 3.  | Moscas en la casa          | 3:32  |
| 4.  | No creo                    | 5:51  |
| 5.  | Inevitable                 | 3:13  |
| 6.  | Octavo día                 | 4:32  |
| 7.  | Que vuelvas                | 3:46  |
| 8.  | Tú                         | 3:34  |
| 9.  | ¿Dónde están los ladrones? | 3:03  |
| 10. | Sombra de ti               | 3:30  |
| 11. | Ojos así                   | 3:56  |